# Ароматизатори
Ароматиза́тори — природні або синтетичні запашні речовини, які додають до харчових продуктів, парфумерних виробів та інших товарів (пральні порошки, мийні засоби, технічні рідини, та інше) для поліпшення їх споживчих властивостей або надання їм нових властивостей.
Ароматизатори класифікують на рідкі, сухі та пастоподібні. Рідкі ароматизатори (у вигляді розчинів або емульсій) — найбільш розповсюджені й можуть використовуватися для більшості харчових продуктів.
Основними джерелами отримання ароматичних речовин можуть бути ефірні олії, духмяні речовини, екстракти та настої; натуральні плодоовочеві соки, в тому числі рідкі, пастоподібні чи сухі концентрати; прянощі та продукти їх переробки; продукти хімічного або мікробіологічного синтезу.

## Види ароматизаторів
Ароматизатор може бути натуральним, штучним, ідентичним натуральному штучний ароматизатор. До ароматизаторів, ідентичних натуральним відносяться ванілін, кетон малини, етилацетат, амілацетат, етілформіат та інші.

###### По походженню
1. Натуральні ароматизатори — отримані з природних джерел (рослин, фруктів, спецій тощо) шляхом фізичних, мікробіологічних або ензиматичних процесів.
2. Ідентичні натуральним — синтетичні речовини, які ідентичні за своєю структурою натуральним сполукам.
3. Штучні ароматизатори — синтетичні речовини, які не мають природних аналогів.

###### За функціональністю
1. Підсилювачі смаку — збільшують інтенсивність існуючих смаків.
2. Модифікатори смаку — змінюють чи маскують небажані смакові ноти.
3. Ароматизатори-маскувальники — зменшують або усувають небажані запахи і смаки.

###### За сферою використання в харчовій промисловості
1. Молочна продукція — ароматизатори для йогуртів, сирів, морозива.
2. М'ясна промисловість — для ковбас, м'ясних консервів, напівфабрикатів.
3. Хлібопекарська продукція — для хліба, булочок, тістечок.
4. Кулінарна продукція — для соусів, супів, готових страв.

###### За стійкістю до умов обробки
1. Термо-стабільні ароматизатори — витримують високі температури при випіканні або смаженні.
2. Термо-чутливі ароматизатори — використовуються в умовах, де не відбувається високотемпературної обробки.

###### За терміном зберігання
1. Короткострокового зберігання — використовуються для свіжих продуктів з обмеженим терміном придатності.
2. Довгострокового зберігання — застосовуються в продуктах тривалого зберігання, наприклад, консервованих або сухих продуктах.

### Деякі синтетичні запашні речовини і їх запах
| Речовина                      | Запах             |
| ----------------------------- | ----------------- |
| Ізоамілацетат                 | Груша             |
| Коричний альдегід             | Кориця            |
| Суничний альдегід             | Суниця            |
| Етілпропіонат                 | фруктовий         |
| Лимонен                       | Апельсин          |
| Етил- (E, Z) -2,4-декадієноат | Груша             |
| Аллілгексаноат                | Ананас            |
| Етилмальтол                   | Цукор, Льодяники  |
| Метилсаліцілат                | Вінтегренева олія |
| Бензальдегід                  | Мигдаль           |

## Сфери застосовання харчових ароматизаторів
Харчові ароматизатори використовуються в різних сферах, таких як харчова промисловість, кондитерська галузь, напої, молочні продукти, випічка, м'ясні вироби та навіть в продуктах здорового харчування. Вони допомагають покращити смак і запах продуктів, зробити їх більш привабливими для споживачів.
У вейпінгу, особливо при самозамісі (DIY), ароматизатори для вейпу використовуються для створення різноманітних смаків рідин для електронних сигарет. Вейпери купують концентровані ароматизатори, які потім змішують з базовими компонентами (пропіленгліколь, гліцерин і нікотин) для отримання індивідуальних смакових поєднань. Це дозволяє їм експериментувати з різними смаками і створювати рідини, які повністю відповідають їхнім вподобанням.
Таким чином, харчові ароматизатори мають широке застосування, від харчової промисловості до створення персоналізованих рідин для вейпінгу.

## Картонні ароматизатори
Картонними ароматизаторами називають вироби з картону, просочені ароматичними ароматами. Картонні ароматизатори використовують для ароматизації приміщень або салону автомобіля. Вперше були виготовлені в США, компанією Carfreshner, мали форму ялинки, виробляються і по цей день.